# Cathy Wilkes
Cathy Wilkes (* 1966 in Belfast, Nordirland) ist eine britische Künstlerin.

## Leben
Wilkes besuchte in den Jahren von 1985 bis 1988 die Glasgow School of Art. Ihre Studien an der University of Ulster in den Jahren 1991 bis 1992 schloss sie mit einem Master of Fine Arts (MFA) ab. Von 1996 bis zum Jahre 2000 war sie am Duncan of Jordanstone College of Art and Design der University of Dundee als Tutorin für Bildhauerei tätig.
Wilkes lebt in Glasgow (Schottland). Ihre Werke umfassen neben anderem Installationen und Videoarbeiten.

## Ehrungen und Auszeichnungen
- 2002: Baloise Kunst-Preis
- 2008: Nominierung für den Turner Prize
- 2017: Maria-Lassnig-Preis verbunden mit der Ausstellung ihres Werks im MoMA PS1

## Ausstellungen
- 1999: The Modern Institute, Glasgow.
- 2001: Cubitt Gallery, London.
- 2002: Gwangju Biennale, Gwangju, Republic of Korea.
- 2002: Migros Museum für Gegenwartskunst, Zürich.
- 2003: Independence, South London Gallery, London.
- 2004: Douglas Hyde Gallery, Dublin, Irland.
- 2005: Selective Memory, Schottischer Pavillon, Biennale di Venezia; anschließend Scottish National Gallery of Modern Arth, Edinburgh.
- 2006: Splash, Vierte Berlin Biennale für Gegenwartskunst, Berlin.
- 2007: I I Can't Dance, I Don't Want to Be Part of Your Revolution Museum van Hedendaagse Kunst Antwerpen  (MuHKA)
- 2008: Non Verbal Installation, Milton Keynes Gallery, Buckinghamshire als Teil ihrer Bewerbung zum  Turner Prize.
- 2009: Mummy's Here, Studio Voltaire, Clapham (London).
- 2011: Kunstverein München, danach Gesellschaft für Aktuelle Kunst, Bremen und Kabinett für aktuelle Kunst, Bremerhaven.
- 2013: Liebe ist Kälter als das Kapital – Eine Ausstellung über den Wert der Gefühle, Kunsthaus Bregenz, Bregenz, Vorarlberg, Österreich.[1]
- 2013: Collection on Display, Migros Museum für Gegenwartskunst, Zürich.
- 2014: Tramway, Installation. The Modern Institute, Glasgow.
- 2015: Tate Liverpool, danach: Lentos Kunstmuseum Linz, Linz und bis Februar 2016 Museum Abteiberg, Mönchengladbach.
- 2019: 58. Biennale Venedig: Ausstellung im Britischen Pavillon